# Hotel Attraction
Hotel Attraction was een ontwerp voor een hotel in New York door de Spaanse architect Antoni Gaudí op de plek waar zich nu het National September 11 Memorial & Museum bevindt. Het oorspronkelijke ontwerp stamt uit 1908 en zou 360 meter hoog worden. In dat jaar werd Gaudí benaderd door een zakenman om een hotel te bouwen op de kavel begrensd door Vesey Street, Liberty Street, Church Street en West Street. Het gebouw zou vooral voor de rijken van New York bestemd zijn. Zes verdiepingen van het gebouw zouden restaurants bevatten, er zou een grote theaterzaal in het gebouw komen, een aula en meerdere expositieruimten en kunstgalerijen.
In 2003 werd het ontwerp geopperd voor het nieuwe World Trade Center, maar werd uiteindelijk niet gebouwd.

## Galerij

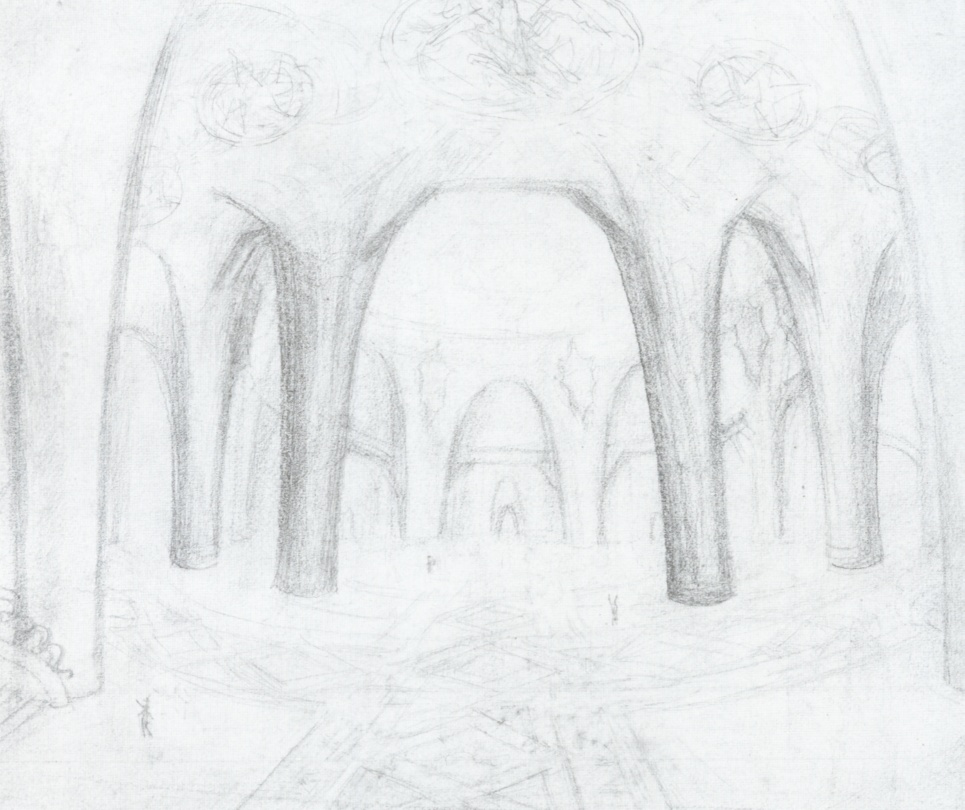
Ingang
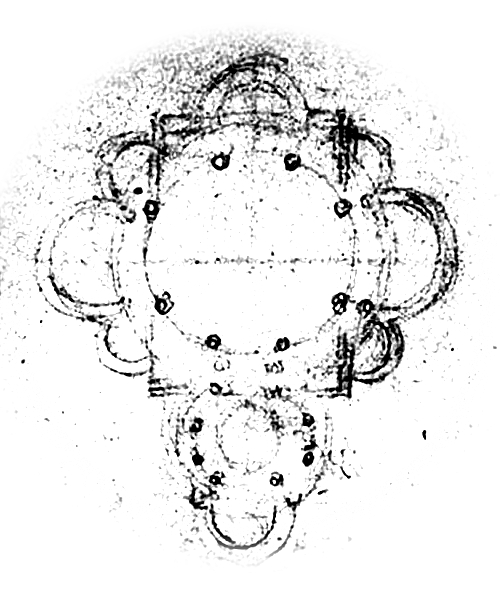
Plattegrond begane grond